# Amélie Hoeferle
Amélie Hoeferle (* 5. Juni 2002 in München) ist eine deutsch-amerikanische Schauspielerin.

## Biografie
Amélie Hoeferle wurde in München als Tochter eines Bayern und einer US-Amerikanerin geboren. Im Alter von zwei Jahren zog sie mit ihrer Familie in die Vereinigten Staaten in einen kleinen Ort in Tennessee, wo ihre Mutter eine Montessori-Schule eröffnen wollte. Als sie 15 Jahre alt war, zog die Familie weiter nach Atlanta.
Bis zu ihrem Debüt in der Hauptrolle des Kurzfilms The Boogeywoman, dessen Regisseurin Erica Scoggins (* 1988) zum Bekanntenkreis der Familie gehörte, war Hoeferle schauspielerisch nie aktiv gewesen. Der Film wurde beim Kurzfilmfestival von Clermont-Ferrand in Frankreich gezeigt, was ihr internationale Bekanntheit verschaffte.
2020 trat sie in In the Shadow auf. Anschließend war sie 2021 in Scary Story zu sehen. Verunsichert durch die Coronakrise und die Black-Lives-Matter-Proteste nach dem Tod von George Floyd verließ sie Atlanta mit 19 Jahren und zog zunächst nach Berlin und ein Jahr später nach München, wo Teile ihrer väterlichen Familie noch leben.
2023 wurde Hoeferle für den Kurzfilm Sharpie gecastet. Sie verkörperte die Rolle der Vipsania Sickle, der Mentorin einer der Tribute aus Distrikt 7 in Die Tribute von Panem – The Ballad of Songbirds and Snakes, dem Prequel der vier Filme der Die-Tribute-von-Panem-Filmreihe. 2024 spielte sie die Rolle der Izzy Waller im Horrorfilm Night Swim.

## Filmografie
- 2019: The Boogeywoman (Kurzfilm)
- 2020: In the Shadow (Kurzfilm)
- 2020: Teddy at Night – Not Who I’m Not (Musikvideo)
- 2021: Scary Story (Kurzfilm)
- 2023: Sharpie (Kurzfilm)
- 2023: Die Tribute von Panem – The Ballad of Songbirds and Snakes (The Hunger Games: The Ballad of Songbirds and Snakes)
- 2024: Night Swim
- 2025: Eddington